# Quest for a Heart – Die Reise der schrecklichen Rollies
Quest for a Heart – Die Reise der schrecklichen Rollies ist ein finnisch-deutsch-russisch-britischer Zeichentrickfilm aus dem Jahr 2007. Regie führte Pekka Letosaari. Rolli ist der Held von zahlreichen finnischen Trick- und Realfilmen sowie von Schallplatten und Hörspielkassetten. Quest for a Heart, sein jüngster Auftritt, wurde auf dem Chicago International Children’s Film Festival 2008 mit dem Children’s Jury Award für Animationsfilme ausgezeichnet.

## Inhalt
Hauptfigur ist die von Allu Tuppurainen 1985 erdachte, in Finnland populäre Kinderbuchfigur Rolli (finnisch: Rölli). Rolli ist Mitglied eines gleichnamigen Stammes von anarchistischen Waldtrollen, die Schmutz, Gewalt und Zank lieben. Um die Versteinerung ihrer Welt aufzuhalten, müssen die Rollies gemeinsam mit der hübschen Elfe Millie das „Zauberherz des Verstehens“ finden. Auf der Suche nach dem Herz treffen die ungleichen Partner auf zahlreiche Gefahren, die sie nur gemeinsam meistern können.

## Produktion und Veröffentlichung
Der Film entstand 2007 unter der Regie von Pekka Lehtosaari in den Studios Film and Music Entertainment, Greenlight Media AG, Kontakt Production Center und Matila Röhr Productions. Die Musik komponierte Tuomas Kantelinen und für den Schnitt war Aleksi Raij verantwortlich.
Premiere des Films war am 14. Dezember 2007 in Finnland. Am  27. Dezember 2007 kam er in die russischen Kinos und am 8. Februar 2008 in die deutschen.

## Synchronisation
| Rolle                       | finnischer Sprecher | deutscher Sprecher |
| --------------------------- | ------------------- | ------------------ |
| Rölli / Rolli               | Allu Tuppurainen    | Konstantin Graudus |
| Milli Menninkäinen / Millie | Saija Lentonen      | Sonja Stein        |
| Lakeija / Blondschopf       | Aarre Karén         | Sven Dahlem        |
| Riitasointu / Socke         | Jyrki Kovaleff      | Robin Brosch       |
| Rupeltaja / Rotbart         | Matti Ranin         | Achim Schülke      |
| Kylänvanhin / Dorfältester  | Esa Saario          |                    |